# 24 uur van Le Mans 2011

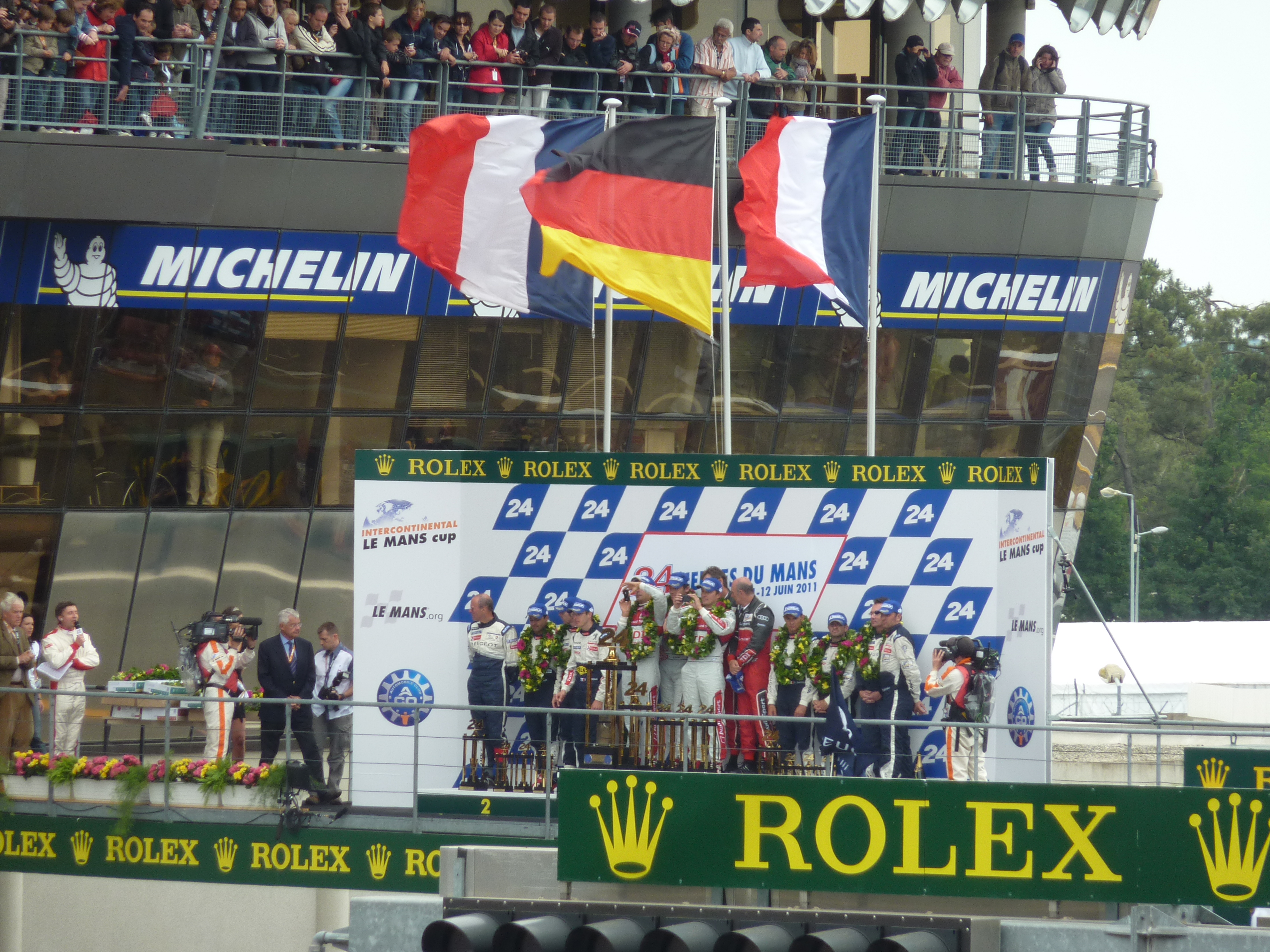
Podium

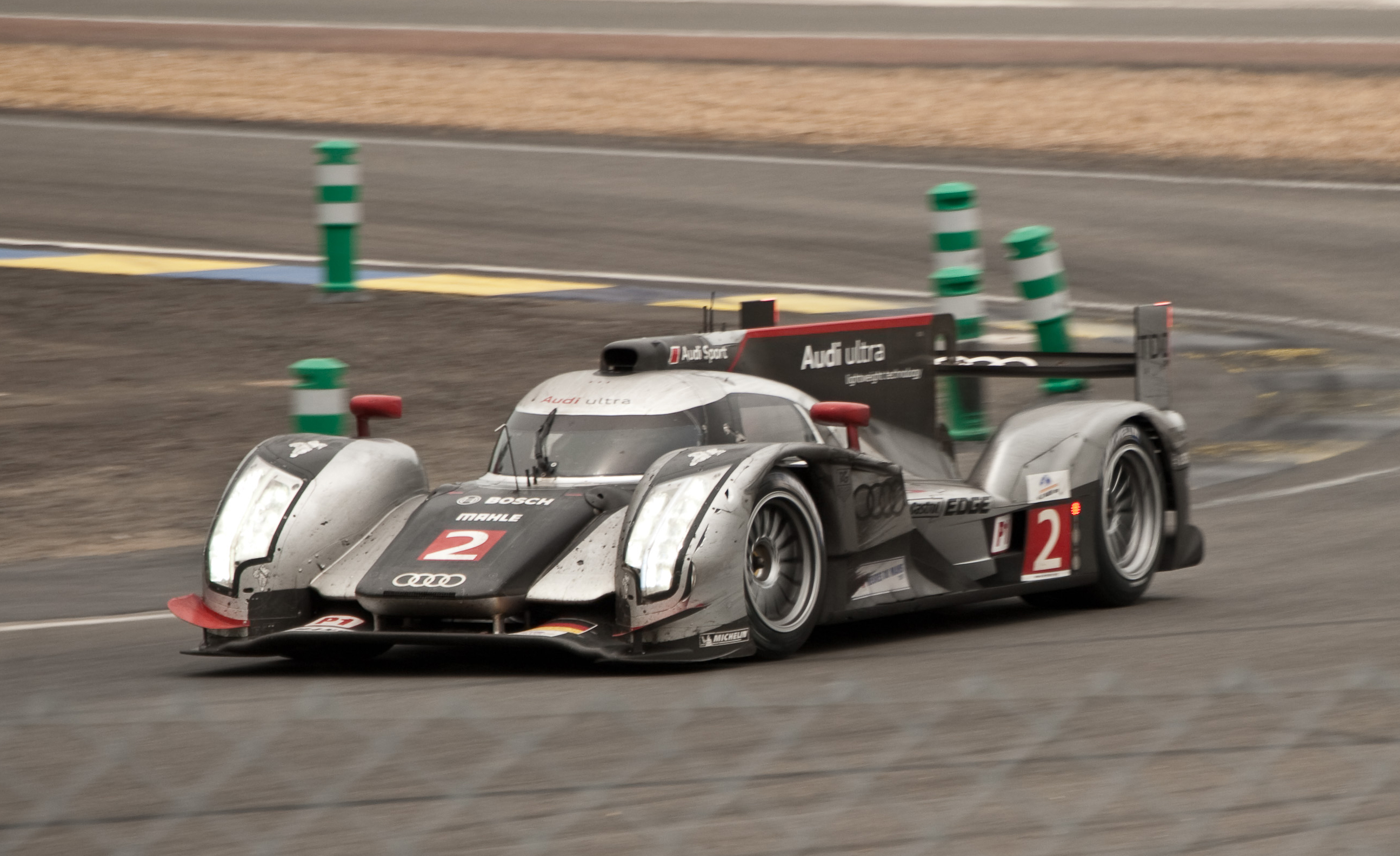
De winnende auto: de Audi R18 TDI #2

De 24 uur van Le Mans 2011 was de 79e editie van deze endurancerace. De race werd verreden op 11 en 12 juni 2011 op het Circuit de la Sarthe nabij Le Mans, Frankrijk.
De race werd gewonnen door de Audi #2 van Marcel Fässler, André Lotterer en Benoît Tréluyer. Zij behaalden allen hun eerste Le Mans-zege. De LMP2-klasse werd gewonnen door de Greaves Motorsport #41 van Karim Ojjeh, Olivier Lombard en Tom Kimber-Smith. De LMGTE Pro-klasse werd gewonnen door de #73 Corvette Racing van Olivier Beretta, Tommy Milner en Antonio García. De LMGTE Am-klasse werd gewonnen door de #50 Larbre Compétition van Patrick Bornhauser, Julien Canal en Gabriele Gardel.

## Race
Winnaars in hun klasse zijn vetgedrukt; LMP1 is rood, LMP2 is blauw, LMGTE Pro is groen en LMGTE Am is oranje.
- Auto's die minder dan 70% van de afstand van de winnaar (249 ronden) hadden afgelegd, werden niet geklasseerd.

| Pos. | Klasse    | No. | Team                               | Coureurs                                                 | Chassis                             | Banden | Ronden |
| Pos. | Klasse    | No. | Team                               | Coureurs                                                 | Motor                               | Banden | Ronden |
| ---- | --------- | --- | ---------------------------------- | -------------------------------------------------------- | ----------------------------------- | ------ | ------ |
| 1    | LMP1      | 2   | Audi Sport Team Joest              | Marcel Fässler André Lotterer Benoît Tréluyer            | Audi R18 TDI                        | M      | 355    |
| 1    | LMP1      | 2   | Audi Sport Team Joest              | Marcel Fässler André Lotterer Benoît Tréluyer            | Audi TDI 3.7L Turbo V6 (Diesel)     | M      | 355    |
| 2    | LMP1      | 9   | Team Peugeot Total                 | Sébastien Bourdais Simon Pagenaud Pedro Lamy             | Peugeot 908                         | M      | 355    |
| 2    | LMP1      | 9   | Team Peugeot Total                 | Sébastien Bourdais Simon Pagenaud Pedro Lamy             | Peugeot HDi 3.7L Turbo V8 (Diesel)  | M      | 355    |
| 3    | LMP1      | 8   | Peugeot Sport Total                | Stéphane Sarrazin Franck Montagny Nicolas Minassian      | Peugeot 908                         | M      | 353    |
| 3    | LMP1      | 8   | Peugeot Sport Total                | Stéphane Sarrazin Franck Montagny Nicolas Minassian      | Peugeot HDi 3.7L Turbo V8 (Diesel)  | M      | 353    |
| 4    | LMP1      | 7   | Peugeot Sport Total                | Anthony Davidson Alexander Wurz Marc Gené                | Peugeot 908                         | M      | 351    |
| 4    | LMP1      | 7   | Peugeot Sport Total                | Anthony Davidson Alexander Wurz Marc Gené                | Peugeot HDi 3.7L Turbo V8 (Diesel)  | M      | 351    |
| 5    | LMP1      | 10  | Team Oreca Matmut                  | Nicolas Lapierre Loïc Duval Olivier Panis                | Peugeot 908 HDi FAP                 | M      | 339    |
| 5    | LMP1      | 10  | Team Oreca Matmut                  | Nicolas Lapierre Loïc Duval Olivier Panis                | Peugeot HDi 5.5L Turbo V12 (Diesel) | M      | 339    |
| 6    | LMP1      | 12  | Rebellion Racing                   | Nico Prost Neel Jani Jeroen Bleekemolen                  | Lola B10/60                         | M      | 338    |
| 6    | LMP1      | 12  | Rebellion Racing                   | Nico Prost Neel Jani Jeroen Bleekemolen                  | Toyota RV8KLM 3.4L V8               | M      | 338    |
| 7    | LMP1      | 22  | Kronos Racing Marc VDS Racing Team | Vanina Ickx Bas Leinders Maxime Martin                   | Lola-Aston Martin B09/60            | M      | 328    |
| 7    | LMP1      | 22  | Kronos Racing Marc VDS Racing Team | Vanina Ickx Bas Leinders Maxime Martin                   | Aston Martin 6.0L V12               | M      | 328    |
| 8    | LMP2      | 41  | Greaves Motorsport                 | Karim Ojjeh Olivier Lombard Tom Kimber-Smith             | Zytek Z11SN                         | D      | 326    |
| 8    | LMP2      | 41  | Greaves Motorsport                 | Karim Ojjeh Olivier Lombard Tom Kimber-Smith             | Nissan VK45DE 4.5L V8               | D      | 326    |
| 9    | LMP2      | 26  | Signatech Nissan                   | Soheil Ayari Franck Mailleux Lucas Ordóñez               | Oreca 03                            | D      | 320    |
| 9    | LMP2      | 26  | Signatech Nissan                   | Soheil Ayari Franck Mailleux Lucas Ordóñez               | Nissan VK45DE 4.5L V8               | D      | 320    |
| 10   | LMP2      | 33  | Level 5 Motorsports                | Scott Tucker Christophe Bouchut João Barbosa             | Lola B08/80                         | M      | 319    |
| 10   | LMP2      | 33  | Level 5 Motorsports                | Scott Tucker Christophe Bouchut João Barbosa             | HPD HR28TT 2.8L Turbo V6            | M      | 319    |
| 11   | LMGTE Pro | 73  | Corvette Racing                    | Olivier Beretta Tommy Milner Antonio García              | Corvette C6.R                       | M      | 314    |
| 11   | LMGTE Pro | 73  | Corvette Racing                    | Olivier Beretta Tommy Milner Antonio García              | Corvette 5.5L V8                    | M      | 314    |
| 12   | LMP2      | 36  | RML                                | Mike Newton Ben Collins Thomas Erdos                     | HPD ARX-01d                         | D      | 314    |
| 12   | LMP2      | 36  | RML                                | Mike Newton Ben Collins Thomas Erdos                     | HPD HR28TT 2.8L Turbo V6            | D      | 314    |
| 13   | LMGTE Pro | 51  | AF Corse SRL                       | Giancarlo Fisichella Gianmaria Bruni Toni Vilander       | Ferrari 458 Italia GT2              | M      | 314    |
| 13   | LMGTE Pro | 51  | AF Corse SRL                       | Giancarlo Fisichella Gianmaria Bruni Toni Vilander       | Ferrari 4.5L V8                     | M      | 314    |
| 14   | LMP2      | 49  | OAK Racing                         | Shinji Nakano Nicolas de Crem Jan Charouz                | OAK Pescarolo 01                    | D      | 313    |
| 14   | LMP2      | 49  | OAK Racing                         | Shinji Nakano Nicolas de Crem Jan Charouz                | Judd-BMW HK 3.6L V8                 | D      | 313    |
| 15   | LMGTE Pro | 56  | BMW Motorsport                     | Andy Priaulx Dirk Müller Joey Hand                       | BMW M3 GT2                          | D      | 313    |
| 15   | LMGTE Pro | 56  | BMW Motorsport                     | Andy Priaulx Dirk Müller Joey Hand                       | BMW 4.0L V8                         | D      | 313    |
| 16   | LMGTE Pro | 77  | Team Felbermayr-Proton             | Marc Lieb Wolf Henzler Richard Lietz                     | Porsche 997 GT3-RSR                 | M      | 312    |
| 16   | LMGTE Pro | 77  | Team Felbermayr-Proton             | Marc Lieb Wolf Henzler Richard Lietz                     | Porsche 4.0L Flat-6                 | M      | 312    |
| 17   | LMGTE Pro | 76  | IMSA Performance Matmut            | Raymond Narac Patrick Pilet Nicolas Armindo              | Porsche 997 GT3-RSR                 | M      | 311    |
| 17   | LMGTE Pro | 76  | IMSA Performance Matmut            | Raymond Narac Patrick Pilet Nicolas Armindo              | Porsche 4.0L Flat-6                 | M      | 311    |
| 18   | LMGTE Pro | 80  | Flying Lizard Motorsports          | Jörg Bergmeister Lucas Luhr Patrick Long                 | Porsche 997 GT3-RSR                 | M      | 310    |
| 18   | LMGTE Pro | 80  | Flying Lizard Motorsports          | Jörg Bergmeister Lucas Luhr Patrick Long                 | Porsche 4.0L Flat-6                 | M      | 310    |
| 19   | LMP2      | 40  | Race Performance                   | Michel Frey Ralph Meichtry Marc Rostan                   | Oreca 03                            | D      | 304    |
| 19   | LMP2      | 40  | Race Performance                   | Michel Frey Ralph Meichtry Marc Rostan                   | Judd-BMW HK 3.6L V8                 | D      | 304    |
| 20   | LMGTE Am  | 50  | Larbre Compétition                 | Patrick Bornhauser Julien Canal Gabriele Gardel          | Corvette C6.R                       | M      | 302    |
| 20   | LMGTE Am  | 50  | Larbre Compétition                 | Patrick Bornhauser Julien Canal Gabriele Gardel          | Corvette 5.5L V8                    | M      | 302    |
| 21   | LMGTE Am  | 70  | Larbre Compétition                 | Christophe Bourret Pascal Gibon Jean-Philippe Belloc     | Porsche 997 GT3-RSR                 | M      | 301    |
| 21   | LMGTE Am  | 70  | Larbre Compétition                 | Christophe Bourret Pascal Gibon Jean-Philippe Belloc     | Porsche 4.0L Flat-6                 | M      | 301    |
| 22   | LMGTE Pro | 65  | Lotus Jetalliance                  | Jonathan Hirschi Johnny Mowlem James Rossiter            | Lotus Evora GTE                     | M      | 295    |
| 22   | LMGTE Pro | 65  | Lotus Jetalliance                  | Jonathan Hirschi Johnny Mowlem James Rossiter            | Toyota-Cosworth 4.0L V6             | M      | 295    |
| 23   | LMGTE Pro | 75  | Prospeed Competition               | Marc Goossens Marco Holzer Jaap van Lagen                | Porsche 997 GT3-RSR                 | M      | 293    |
| 23   | LMGTE Pro | 75  | Prospeed Competition               | Marc Goossens Marco Holzer Jaap van Lagen                | Porsche 4.0L Flat-6                 | M      | 293    |
| 24   | LMGTE Pro | 66  | JMW Motorsport                     | Rob Bell Tim Sugden Xavier Maassen                       | Ferrari 458 Italia GT2              | D      | 290    |
| 24   | LMGTE Pro | 66  | JMW Motorsport                     | Rob Bell Tim Sugden Xavier Maassen                       | Ferrari 4.5L V8                     | D      | 290    |
| 25   | LMP2      | 35  | OAK Racing                         | Frédéric Da Rocha Patrice Lafargue Andrea Barlesi        | OAK Pescarolo 01                    | D      | 288    |
| 25   | LMP2      | 35  | OAK Racing                         | Frédéric Da Rocha Patrice Lafargue Andrea Barlesi        | Judd-BMW HK 3.6L V8                 | D      | 288    |
| 26   | LMGTE Am  | 68  | Robertson Racing LLC               | David Robertson Andrea Robertson David Murry             | Ford GT-R Mk. VII                   | M      | 285    |
| 26   | LMGTE Am  | 68  | Robertson Racing LLC               | David Robertson Andrea Robertson David Murry             | Ford 5.0L V8                        | M      | 285    |
| 27   | LMGTE Am  | 83  | JMB Racing                         | Manuel Rodrigues Jean-Marc Menahem Nicolas Marroc        | Ferrari F430 GTE                    | D      | 272    |
| 27   | LMGTE Am  | 83  | JMB Racing                         | Manuel Rodrigues Jean-Marc Menahem Nicolas Marroc        | Ferrari 4.0L V8                     | D      | 272    |
| NC   | LMP2      | 44  | Extrême Limite AM Paris            | Fabien Rosier Philippe Haezebrouck Jean-René De Fournoux | Norma M200P                         | D      | 247    |
| NC   | LMP2      | 44  | Extrême Limite AM Paris            | Fabien Rosier Philippe Haezebrouck Jean-René De Fournoux | Judd-BMW HK 3.6L V8                 | D      | 247    |
| DNF  | LMP1      | 16  | Pescarolo Team                     | Emmanuel Collard Christophe Tinseau Julien Jousse        | Pescarolo 01                        | M      | 305    |
| DNF  | LMP1      | 16  | Pescarolo Team                     | Emmanuel Collard Christophe Tinseau Julien Jousse        | Judd GV5 S2 5.0L V10                | M      | 305    |
| DNF  | LMGTE Pro | 55  | BMW Motorsport                     | Augusto Farfus Jörg Müller Dirk Werner                   | BMW M3 GT2                          | D      | 276    |
| DNF  | LMGTE Pro | 55  | BMW Motorsport                     | Augusto Farfus Jörg Müller Dirk Werner                   | BMW 4.0L V8                         | D      | 276    |
| DNF  | LMGTE Pro | 74  | Corvette Racing                    | Oliver Gavin Richard Westbrook Jan Magnussen             | Corvette C6.R                       | M      | 211    |
| DNF  | LMGTE Pro | 74  | Corvette Racing                    | Oliver Gavin Richard Westbrook Jan Magnussen             | Corvette 5.5L V8                    | M      | 211    |
| DNF  | LMGTE Am  | 81  | Flying Lizard Motorsports          | Seth Neiman Darren Law Spencer Pumpelly                  | Porsche 997 GT3-RSR                 | M      | 211    |
| DNF  | LMGTE Am  | 81  | Flying Lizard Motorsports          | Seth Neiman Darren Law Spencer Pumpelly                  | Porsche 4.0L Flat-6                 | M      | 211    |
| DNF  | LMP2      | 48  | Team Oreca Matmut                  | Alexandre Prémat David Hallyday Dominik Kraihamer        | Oreca 03                            | M      | 200    |
| DNF  | LMP2      | 48  | Team Oreca Matmut                  | Alexandre Prémat David Hallyday Dominik Kraihamer        | Nissan VK45DE 4.5L V8               | M      | 200    |
| DNF  | LMGTE Am  | 63  | Proton Competition                 | Horst Felbermayr jr. Horst Felbermayr Christian Ried     | Porsche 997 GT3-RSR                 | M      | 199    |
| DNF  | LMGTE Am  | 63  | Proton Competition                 | Horst Felbermayr jr. Horst Felbermayr Christian Ried     | Porsche 4.0L Flat-6                 | M      | 199    |
| DNF  | LMP1      | 13  | Rebellion Racing                   | Andrea Belicchi Jean-Christophe Boullion Guy Smith       | Lola B10/60                         | M      | 190    |
| DNF  | LMP1      | 13  | Rebellion Racing                   | Andrea Belicchi Jean-Christophe Boullion Guy Smith       | Toyota RV8KLM 3.4L V8               | M      | 190    |
| DNF  | LMGTE Am  | 61  | AF Corse SRL                       | Piergiuseppe Perazzini Marco Cioci Seán Paul Breslin     | Ferrari F430 GTE                    | M      | 188    |
| DNF  | LMGTE Am  | 61  | AF Corse SRL                       | Piergiuseppe Perazzini Marco Cioci Seán Paul Breslin     | Ferrari 4.0L V8                     | M      | 188    |
| DNF  | LMGTE Pro | 59  | Luxury Racing                      | Stéphane Ortelli Frédéric Makowiecki Jaime Melo, Jr.     | Ferrari 458 Italia GT2              | M      | 183    |
| DNF  | LMGTE Pro | 59  | Luxury Racing                      | Stéphane Ortelli Frédéric Makowiecki Jaime Melo, Jr.     | Ferrari 4.5L V8                     | M      | 183    |
| DNF  | LMGTE Pro | 71  | AF Corse                           | Robert Kauffman Michael Waltrip Rui Águas                | Ferrari 458 Italia GT2              | M      | 178    |
| DNF  | LMGTE Pro | 71  | AF Corse                           | Robert Kauffman Michael Waltrip Rui Águas                | Ferrari 4.5L V8                     | M      | 178    |
| DNF  | LMGTE Pro | 88  | Team Felbermayr-Proton             | Nick Tandy Abdulaziz Al Faisal Bryce Miller              | Porsche 997 GT3-RSR                 | M      | 169    |
| DNF  | LMGTE Pro | 88  | Team Felbermayr-Proton             | Nick Tandy Abdulaziz Al Faisal Bryce Miller              | Porsche 4.0L Flat-6                 | M      | 169    |
| DNF  | LMP2      | 42  | Strakka Racing                     | Nick Leventis Danny Watts Jonny Kane                     | HPD ARX-01d                         | M      | 144    |
| DNF  | LMP2      | 42  | Strakka Racing                     | Nick Leventis Danny Watts Jonny Kane                     | HPD HR28TT 2.8L Turbo V6            | M      | 144    |
| DNF  | LMGTE Am  | 60  | Gulf AMR Middle East               | Fabien Giroix Roald Goethe Michael Wainright             | Aston Martin Vantage GT2            | D      | 141    |
| DNF  | LMGTE Am  | 60  | Gulf AMR Middle East               | Fabien Giroix Roald Goethe Michael Wainright             | Aston Martin 4.5L V8                | D      | 141    |
| DNF  | LMP2      | 39  | Pecom Racing                       | Luis Pérez Companc Matías Russo Pierre Kaffer            | Lola B11/40                         | M      | 139    |
| DNF  | LMP2      | 39  | Pecom Racing                       | Luis Pérez Companc Matías Russo Pierre Kaffer            | Judd-BMW HK 3.6L V8                 | M      | 139    |
| DNF  | LMGTE Pro | 89  | Hankook-Team Farnbacher            | Dominik Farnbacher Allan Simonsen Leh Keen               | Ferrari 458 Italia GT2              | H      | 137    |
| DNF  | LMGTE Pro | 89  | Hankook-Team Farnbacher            | Dominik Farnbacher Allan Simonsen Leh Keen               | Ferrari 4.5 L V8                    | H      | 137    |
| DNF  | LMGTE Pro | 58  | Luxury Racing                      | Anthony Beltoise François Jakubowski Pierre Thiriet      | Ferrari 458 Italia GT2              | M      | 136    |
| DNF  | LMGTE Pro | 58  | Luxury Racing                      | Anthony Beltoise François Jakubowski Pierre Thiriet      | Ferrari 4.5L V8                     | M      | 136    |
| DNF  | LMGTE Pro | 64  | Lotus Jetalliance                  | Oskar Slingerland Martin Rich John Hartshorne            | Lotus Evora GTE                     | M      | 126    |
| DNF  | LMGTE Pro | 64  | Lotus Jetalliance                  | Oskar Slingerland Martin Rich John Hartshorne            | Toyota-Cosworth 4.0L V6             | M      | 126    |
| DNF  | LMGTE Am  | 57  | Krohn Racing                       | Tracy Krohn Niclas Jönsson Michele Rugolo                | Ferrari F430 GTE                    | D      | 123    |
| DNF  | LMGTE Am  | 57  | Krohn Racing                       | Tracy Krohn Niclas Jönsson Michele Rugolo                | Ferrari 4.0L V8                     | D      | 123    |
| DNF  | LMP1      | 24  | OAK Racing                         | Richard Hein Jacques Nicolet Jean-François Yvon          | OAK Pescarolo 01                    | D      | 119    |
| DNF  | LMP1      | 24  | OAK Racing                         | Richard Hein Jacques Nicolet Jean-François Yvon          | Judd DB 3.4L V8                     | D      | 119    |
| DNF  | LMP1      | 1   | Audi Sport Team Joest              | Timo Bernhard Romain Dumas Mike Rockenfeller             | Audi R18 TDI                        | M      | 116    |
| DNF  | LMP1      | 1   | Audi Sport Team Joest              | Timo Bernhard Romain Dumas Mike Rockenfeller             | Audi TDI 3.7L Turbo V6 (Diesel)     | M      | 116    |
| DNF  | LMP1      | 5   | Hope Racing                        | Steve Zacchia Jan Lammers Casper Elgaard                 | Oreca 01                            | M      | 115    |
| DNF  | LMP1      | 5   | Hope Racing                        | Steve Zacchia Jan Lammers Casper Elgaard                 | Swiss HyTech 2.0L Hybrid Turbo I4   | M      | 115    |
| DNF  | LMGTE Am  | 62  | CRS Racing                         | Pierre Ehret Shaun Lynn Roger Wills                      | Ferrari F430 GTE                    | M      | 84     |
| DNF  | LMGTE Am  | 62  | CRS Racing                         | Pierre Ehret Shaun Lynn Roger Wills                      | Ferrari 4.0L V8                     | M      | 84     |
| DNF  | LMP1      | 15  | OAK Racing                         | Guillaume Moreau Pierre Ragues Tiago Monteiro            | OAK Pescarolo 01                    | D      | 80     |
| DNF  | LMP1      | 15  | OAK Racing                         | Guillaume Moreau Pierre Ragues Tiago Monteiro            | Judd DB 3.4L V8                     | D      | 80     |
| DNF  | LMGTE Pro | 79  | Jota                               | Sam Hancock Simon Dolan Chris Buncombe                   | Aston Martin Vantage GT2            | D      | 74     |
| DNF  | LMGTE Pro | 79  | Jota                               | Sam Hancock Simon Dolan Chris Buncombe                   | Aston Martin 4.5L V8                | D      | 74     |
| DNF  | LMP1      | 20  | Quifel-ASM Team                    | Miguel Amaral Olivier Pla Warren Hughes                  | Zytek 09SC                          | D      | 48     |
| DNF  | LMP1      | 20  | Quifel-ASM Team                    | Miguel Amaral Olivier Pla Warren Hughes                  | Zytek ZG348 3.4L V8                 | D      | 48     |
| DNF  | LMP1      | 3   | Audi Sport North America           | Tom Kristensen Rinaldo Capello Allan McNish              | Audi R18 TDI                        | M      | 14     |
| DNF  | LMP1      | 3   | Audi Sport North America           | Tom Kristensen Rinaldo Capello Allan McNish              | Audi TDI 3.7L Turbo V6 (Diesel)     | M      | 14     |
| DNF  | LMP1      | 007 | Aston Martin Racing                | Stefan Mücke Darren Turner Christian Klien               | Aston Martin AMR-One                | M      | 4      |
| DNF  | LMP1      | 007 | Aston Martin Racing                | Stefan Mücke Darren Turner Christian Klien               | Aston Martin 2.0L Turbo I6          | M      | 4      |
| DNF  | LMP1      | 009 | Aston Martin Racing                | Harold Primat Adrián Fernández Andy Meyrick              | Aston Martin AMR-One                | M      | 2      |
| DNF  | LMP1      | 009 | Aston Martin Racing                | Harold Primat Adrián Fernández Andy Meyrick              | Aston Martin 2.0L Turbo I6          | M      | 2      |

1923 · 1924 · 1925 · 1926 · 1927 · 1928 · 1929 · 1930 · 1931 · 1932 · 1933 · 1934 · 1935 · 1936 · 1937 · 1938 · 1939 · 1940 - 1948 · 1949 · 1950 · 1951 · 1952 · 1953 · 1954 · 1955 (Ramp) · 1956 · 1957 · 1958 · 1959 · 1960 · 1961 · 1962 · 1963 · 1964 · 1965 · 1966 · 1967 · 1968 · 1969 · 1970 · 1971 · 1972 · 1973 · 1974 · 1975 · 1976 · 1977 · 1978 · 1979 · 1980 · 1981 · 1982 · 1983 · 1984 · 1985 · 1986 · 1987 · 1988 · 1989 · 1990 · 1991 · 1992 · 1993 · 1994 · 1995 · 1996 · 1997 · 1998 · 1999 · 2000 · 2001 · 2002 · 2003 · 2004 · 2005 · 2006 · 2007 · 2008 · 2009 · 2010 · 2011 · 2012 · 2013 · 2014 · 2015 · 2016 · 2017 · 2018 · 2019 · 2020 · 2021 · 2022 · 2023 · 2024